# Ian Forsyth
Ian Forsyth (ur. 1947 w Perth) – australijski dyplomata, ambasador Australii w Polsce i w Czechach z siedzibą w Warszawie w latach 2005–2008.
Pochodzi z Perth. Jest absolwentem ekonomii na Uniwersytecie Australii Zachodniej. W latach 1976–1977 pracował w sekretariacie OECD w Paryżu. Następnie pełnił szereg funkcji w australijskim Ministerstwie Spraw Zagranicznych i Handlu. Od 1984 do 1988 przebywał jako radca handlowy na placówce w Waszyngtonie, a następnie wrócił do pracy w centrali w Canberze. W latach 1998–2001 był ambasadorem w Turcji, a potem do 2005 stałym przedstawicielem przy OECD. Od czerwca 2005 był ambasadorem w Polsce, w lipcu 2008 zastąpiła go Ruth Pearce.